# Eugen Dühring
 Der er for få eller ingen kildehenvisninger i denne artikel, hvilket er et problem. Du kan hjælpe ved at angive troværdige kilder til de påstande, som fremføres i artiklen.

Karl Eugen Dühring (født 12. januar 1833 i Berlin, død 21. september 1921 i Babelsberg) var en tysk positivistisk tænker. 
Dühring påbegyndte et juridisk studium, som han måtte opgive på grund af en øjensygdom, der i 29-års alderen medførte fuldstændig blindhed. Henvist, som han nu var, til at leve af sin pen førte han i mange år en meget hård kamp for at eksistere. Han lod sig habilitere såvel i filosofi som i nationaløkonomi og søgte derefter forgæves forskellige professorater. I 14 år virkede han med stor tilslutning som privatdocent ved universitetet i Berlin.
Denne virksomhed afsluttedes med en katastrofe. Dühring havde først udæsket nationaløkonomen Adolf Wagner, og da han så også rettede et skarpt angreb mod Helmholtz, fratog universitetet ham jus docendi. I øvrigt havde Dühring blot i skarp form hævdet Robert von Mayers prioritet overfor Helmholtz med hensyn til beregningen af den mekaniske varmeækvivalent, et spørgsmål, som nu ganske er afgjort i Mayers favør. For Dühring blev denne begivenhed imidlertid afgørende. 
Hans forbindelse med den akademiske ungdom blev afbrudt, og langsomt førtes han ud i en næsten patologisk ensidighed, der ytrer sig i en meget letsindig brug af ordet plagiat såvel som i det eksempelløst voldsomme sprog, hvori han angriber den officielle videnskabs repræsentanter og mange andre, for eksempel jøderne. 
Dührings produktion falder i 3 hovedgrupper. Den første er de filosofiske skrifter. Som filosof er Dühring oprindelig positivist, omtrent som Comte, hvis navn han gjorde bekendt i Tyskland. Mere end Comte og i stedse stigende modsætning til Immanuel Kant hævder Dühring tankens evne til at opfatte det virkelige.
Tallet bliver her det egentlige objektive grundfaktum. Som forskningsprincip hævder Dühring endvidere "den manglende grunds princip", det er at man bør blive stående ved det hidtil antagne, så længe der ikke foreligger tilstrækkelig grund til at forlade det. Meget stærkt betoner han også, hvad han kalder differensens lov. 
Alt fremskridt, al udvikling, al værdi udledes af den almindelige verdensformel om kræfternes antagonisme, idet tilværelsen dog – i stærk modsætning til Darwin og hans lære om kampen for tilværelsen – betragtes som væsentlig anlagt på at frembringe det harmoniske. 
Ejendommeligst for Dühring er måske hans lære om det bestemte antals lov. Tal kan i det ubegrænsede føjes til tal, vi kan her stadig tænke os at gå videre, men det bestemte antals lov hævder, at alt, hvad der eksisterer eller har eksisteret, må være udtrykt ved et bestemt endeligt tal.
Konsekvenserne heraf er vidtrækkende og yderst problematiske. Der er ikke blot et bestemt antal kloder, et bestemt antal atomer, men der må også have eksisteret et bestemt antal processer, hvilket vil sige at årsagsrækken må have haft en begyndelse.
Forud for denne eksisterede efter Dühring en begivenhedsløs væren, som han aldrig har kunnet – i senere år heller ikke villet – bestemme, og hvis forhold til årsagsrækken er ganske gådefuldt. 
Den anden hovedgruppe af Dührings skrifter er de nationaløkonomiske. Den altid originale og selvstændige Dühring har her givet væsentlige bidrag til specielle nationaløkonomiske spørgsmål og var med hensyn til socialpolitik for sin tid noget af en foregangsmand. 
Han begyndte med at kræve sociale reformer på det beståendes grund og fremsatte reformforslag, der 1866 bragte ham i en – meget kortvarig – forbindelse med Bismarck. 
Ikke lang tid derefter opstillede Dühring en social utopi, hans "socialitære skema", der medførte et voldsomt sammenstød med marxisterne, specielt Friedrich Engels. Denne utopi har Dühring dog senere udtrykkelig tilbagekaldt, og han indtog siden et mere ubestemt, noget vaklende standpunkt. 
Den tredje gruppe af Dührings værker er den matematisk-naturvidenskabelige. Hovedværket er her den prisbelønnede Kritische Geschichte der allgemeinen Principien der Mechanik (3. udgave 1887). Dührings øvrige matematiske og kemiske skr, der udgives i forening med sønnen, Ulrich, er lidet påagtede af fagmændene. 
Dührings vigtigste skrifter er: Natürliche Dialektik (1865),Werth des Lebens (2. udgave 1902), Kritische Geschichte der Philosophie (4. udgave 1894), Cursus der Philosophie (1875), Wirklichkeitsphilosophie (1895), Der Ersatz der Religion durch Vollkommeneres (1897), Capital und Arbeit (1865), Kritische Grundlegung der Volkswirthschaftslehre (1866), Die Verkleinerer Careys und die Krisis der Nationalökonomie (1867), Kritische Geschichte der Nationalökonomie und des Socialismus (4. udgave 1900), Cursus der National- und Socialökonomie (3. udgave 1892), Neue Grundgesetze zur rationellen Physik und Chemie (1878), Neue Grundmittel und Erfindungen zur Analysis, Algebra, Functionsrechnung und zugehörigen Geometrie (1884), Die Grössen der modernen Literatur (1893). Om hans liv og virken finder man udførlige og interessante, men ensidige oplysninger i det autobiografiskeværk: Sache, Leben und Feinde (2. udgave 1903).